# Федосеев, Михаил Андреевич
 Михаи́л Андре́евич Федосе́ев  (20 сентября 1912, Казань — 23 марта 1942, Крым) — советский лётчик-ас истребительной авиации, командир 247-го истребительного авиационного полка в Великой Отечественной войне, Герой Советского Союза (6.06.1942, посмертно). Подполковник (30.04.1942).

## Биография
Родился 20 сентября 1912 года в Казани в семье рабочего. После гражданской войны вместе с семьёй переехал в Нижний Новгород. Окончил семилетнюю школу. Работал слесарем на заводе «Красное Сормово». В 1931 году по путёвке комсомола уехал на Урал — работал на лесозаготовках, на строительстве Пермского химического комбината, слесарем на заводе имени Кирова. Без отрыва от производства учился в школе ФЗУ. В 1932 году вступил в ВКП(б).
В 1933 году был призван в Рабоче-крестьянскую Красную армию по спецнабору и направлен в 3-ю Военную школу лётчиков и лётчиков-наблюдателей (Оренбург). После окончания в 1936 году школы лётчиков учился в Борисоглебской школе высшего пилотажа. Проходил службу в 4-й эскадрилье 56-й истребительной авиационной бригады ВВС Киевского военного округа на должностях лётчика и командира звена.
С июня по октябрь 1938 года лейтенант Федосеев участвовал добровольцем в национально-революционной войне испанского народа. Летал на истребителе И-16 и воевал в группе легендарного истребителя Сергея Грицевца. На счету командира звена Федосеева было 88 боевых вылетов с 109-ю часами боевого налёта, 40 воздушных боёв, 5 сбитых вражеских самолётов лично и 2 в группе. За мужество, проявленное в боях, был удостоен ордена Ленина. Согласно исследованиям С. Абросова, был пятым по результативности советским асом-истребителем в Испании, но звания Героя Советского Союза ему присвоено не было (хотя его получили несколько лётчиков, по числу воздушных побед уступавших М. А. Федосееву).
После возвращения из Испании в 1939 году Михаилу Федосееву было присвоено внеочередное воинское звание капитан (приказ от 31.12.1938), с конца 1938 года он служил в 28-м истребительном авиационном полку, где дослужился до командира эскадрильи, в апреле 1939 года он был назначен командиром 6-й отдельной истребительной эскадрильи, в марте 1940 года — командиром, затем заместителем командира 88-го истребительного авиаполка. В марте 1941 года принял командование над вновь сформированным 247-м истребительным авиационным полком 64-й смешанной авиадивизии ВВС Киевского особого военного округа (аэродром Черновцы). Майор (30.04.1941).
С первых дней Великой Отечественной войны майор Федосеев во главе полка сражался на Юго-Западном фронте. В тяжелых оборонительных боях первых дней войны на Украине полк, вооружённый истребителями И-153, понёс большие потери, но до 5 июля защищал с воздуха важный железнодорожный узел — город и станцию Залещики, где одержал свои первые воздушные победы. Затем полк был выведен на восстановление в Горьковскую область, где получил и освоил новые истребители ЛаГГ-3. 
2 сентября полк прибыл в состав ВВС 51-й отдельной армии в Крым, где начал боевую работу по прикрытию с воздуха оборонительного рубежа армии на Перекопском перешейке. После поражения советских войск в Крыму полк был эвакуирован на Таманский полуостров, откуда продолжал вести бои над Керченским проливом. 31 декабря 1941 года полк передан в состав ВВС Крымского фронта и дальнейшие бои вёл в составе 72-й истребительной авиационной дивизии ВВС 51-й армии этого фронта. Принимал участие в Керченско-Феодосийской десантной операции и в боевых действиях на Керченском полуострове.
В Крыму полк и его командир сразу активно включились в боевую работу. С 1 сентября по 23 октября 247-й иап выполнил 1352 боевых вылета, провёл 132 воздушных боя и одержал 43 победы, при этом потери полка составили 20 самолётов и семь лётчиков. 12 воздушных побед одержал командир полка майор Федосеев. В конце октября за эти подвиги он был представлен к званию Героя Советского Союза, но в связи с поражением советских войск под Керчью награждения тогда не состоялись.
Командир 247-го иап майор Федосеев к 12 февраля 1942 года совершил 169 боевых вылетов, из них 62 — сопровождение бомбардировщиков, 45 — на прикрытие объектов и войск, 30 — на штурмовку по войскам и транспорту противника, 18 — перелёты с выполнением боевых заданий, 14 — на разведку войск и аэродромов противника; участвовал в 27 воздушных боях; сбил 13 самолётов противника. Авиаполк под командованием Федосеева за время боевых действий произвёл около 1200 боевых вылетов, в воздушных боях сбито 42 самолёта противника. 12 февраля 1942 года майор Федосеев был вновь представлен к присвоению звания Героя Советского Союза.

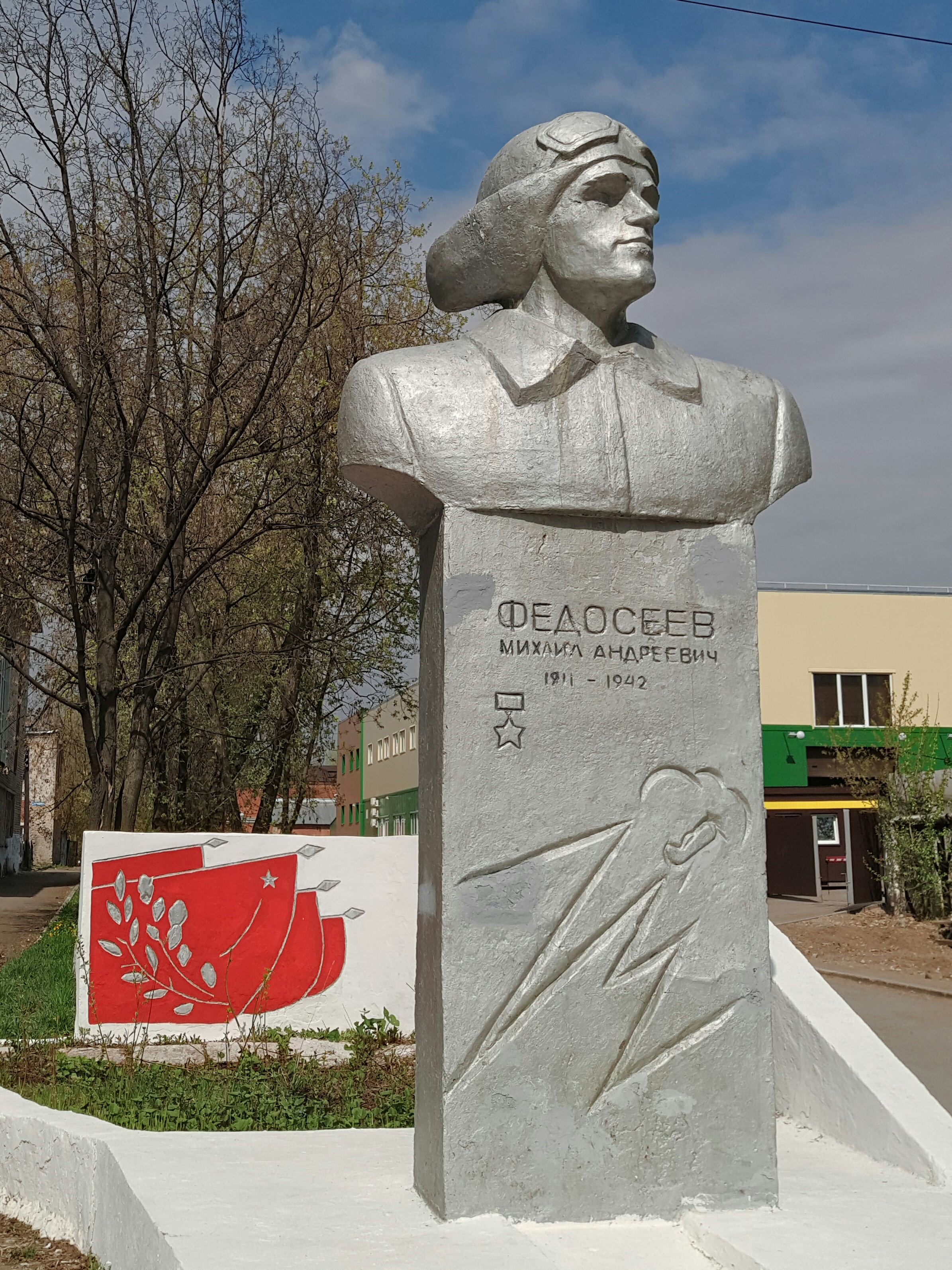
Бюст М. А. Федосеева в Перми.

23 марта 1942 года погиб в неравном воздушном бою. По воспоминаниям его ученика, будущего Героя Советского Союза и воздушного аса Василия Шевчука (13 личных и 1 групповая воздушные победы), в этот день майор Федосеев на неисправном самолёте бросился на помощь своим лётчикам, вступившим в бой с превосходящими силами противника, но на подходе к месту воздушного боя его перехватили несколько немецких истребителей, несколько минут он вёл бой в одиночку против них, но в конце концов его истребитель был сбит и упал в 1,5 км от села Корпечь. Лётчик парашютом не воспользовался. Похоронен в селе Семисотка Ленинского района (ныне Республика Крым).
К моменту гибели совершил в Великой Отечественной войне более 200 боевых вылетов, провёл более 30 воздушных боёв, лично сбил 18 самолётов противника. По мнению ряда авторов, например С. В. Абросова, на счету М. А. Федосеева в 1941—1942 годах было 20 сбитых лично самолётов (две победы в июле 1941 года не подтверждаются документами ввиду утраты основной части документации полка). К моменту своей гибели М. А. Федосеев был самым результативным асом ВВС Крымского фронта. На двух своих войнах он одержал 23 личные победы в воздушных боях.
Указом Президиума Верховного Совета СССР «О присвоении звания Героя Советского Союза начальствующему составу Военно-воздушных сил Красной Армии» от 6 июня 1942 года за «образцовое выполнение боевых заданий командования на фронте борьбы с немецкими захватчиками и проявленные при этом отвагу и геройство» майору Федосееву Михаилу Андреевичу посмертно присвоено звание Героя Советского Союза с вручением ордена Ленина и медали «Золотая Звезда».

## Награды
- Медаль «Золотая Звезда» Героя Советского Союза (06.06.1942)[10];
- два ордена Ленина (1939; 06.06.1942).

## Память
- Именем Героя Советского Союза М. А. Федосеева названа одна из улиц Кировского района Перми.[16]
- На пересечении улиц Федосеева и Автозаводской города Перми установлен памятник М. А. Федосееву.[17]